# Slag bij Tunis (310 v.Chr.)
De Slag bij Tunis werd gevochten tussen Carthago en de tiran van Syracuse, Agathocles. Het was de eerste grote slag van de Griekse expeditie naar Libië die Agathocles had ondernomen. Zelfs al had het Carthaagse leger een veel groter aantal soldaten, waren de soldaten van Agathocles veel meer ervaren in oorlogsvoering dan de Carthaagse burgersoldaten. Een andere belangrijke factor was het terrein, dat de Carthagers belette om de Grieken te omsingelen. De Carthagers leden een zware nederlaag, die ervoor zorgde dat sommige bondgenoten van Carthago zich aansloten bij Agathocles.

## Achtergrond
Eerder tijdens zijn oorlog tegen Carthago had Agathocles de slag aan de Himera verloren en zo ook de controle over Sicilië, behalve de controle over de stad Syracuse zelf, die belegerd werd in datzelfde jaar. In plaats van het leger dat Syracuse belegerde aan te vallen, besloot Agathocles een onverwachte en riskante aanval te ondernemen op het vaderland van zijn vijand: Libië. Het zou de Carthagers afleiden van Sicilië en de Libische bondgenoten van Carthago aansporen om in opstand te komen, en ook om het rijke grondgebied van Carthago te plunderen. Hij redeneerde dat zijn ervaren leger, hoewel het klein was, een voordeel zouden hebben over de Carthaagse legers daar, die niet zo ervaren waren als de Carthaagse legers op Sicilië.
Agathocles kon in augustus van 310 v.Chr. met zestig triremen de Carthaagse blokkade van de haven omzeilen. Zijn vloot kon maar net een zeeslag vermijden met de hen achtervolgende Carthaagse vloot toen ze landden in Latomiae, wat dicht bij het moderne Kaap Bon ligt.
Nadat het Griekse leger het rijke platteland had geplunderd leidde Agathocles zijn leger in een directe aanval tegen de Carthaagse stad Megalopolis. Ook al had de stad vestingmuren, de aanval kwam onverwacht voor de inwoners, die niet ervaren waren in de oorlogsvoering. Na een kort verzet plunderden en vernietigden de Grieken de stad. Onmiddellijk hierna plunderde Agathocles de stad Tunis en zette zijn kamp op buiten de stad. Het is verondersteld dat Megalopolis het hedendaagse Soliman is, maar dat is niet zeker.
Paniek volgde in Carthago toen de inwoners de aankomst van Agathocles vernamen. Ze dachten dat Agathocles Syracuse niet zou verlaten hebben, behalve als het Carthaagse leger en de Carthaagse vloot zouden vernietigd zijn. Hun wanhoop verdween echter toen Carthaagse boodschappers hen meldden dat Agathocles de blokkade had omzeild. De raad van ouderen stelde twee rivalen, Hanno en Bomilcar, aan als de generaals die het leger moesten leiden om Agathocles te verslaan. Volgens Diodorus Sicullus wilde Bomilcar dit uitbuiten om van zijn rivaal af te komen en zo zelf de macht in Carthago wilde grijpen.

## De slag
Volgens Diodorus Sicullus wachtten Hanno en Bomilcar niet op soldaten uit het platteland of hun geallieerde steden omdat ze Agathocles snel wilden aanvallen. Ze konden een leger verzamelen van 40.000 infanterie, 1.000 cavalerie en 2.000 strijdwagens uit de Carthaagse burgers. Het aantal strijdwagens dat Diodorus gaf is waarschijnlijk sterk overdreven. Justinus schrijft dat het Carthaagse leger bestond uit 30.000 man en vermeld enkel Hanno als generaal. De Carthagers naderden Agathocles bij zijn kamp bij Tunis en stonden al in gevechtsformaties. Hanno leidde de rechterflank met de Heilige Schare van Carthago naast hem. Bomilcar was op de linkerflank met een diepe falanx, omdat het terrein hem weerhield om zijn linie te verlengen. Ze plaatsten de cavalerie en strijdwagens vooraan, omdat deze de Grieken eerst moesten aanvallen.
Agathocles plaatste zijn zoon Archagathus op de rechterflank met 2.500 man infanterie. Hij zette ook 3.500 Syracusanen, 3.000 Grieken, 3.000 Samnieten, Etrusken en Kelten. Hijzelf leidde de voorste linie van de linkerflank samen met 1.000 hoplieten om de Heilige Schare te bevechten. Hij verdeelde 500 boogschutters en slingeraars tussen de vleugels. Om het moraal van zijn soldaten te versterken liet hij uilen vrij die gewijd waren aan Pallas Athena.
De strijdwagens en hierna de cavalerie vielen de Grieken als eerste aan, maar hun aanvallen bleken ineffectief. Ze leden verliezen en vluchten naar de achterkant van het Carthaagse leger. Toen viel de Carthaagse infanterie aan. Hanno en de Heilige Schare vielen woest aan, waardoor ze de Grieken veel verliezen toebrachten. Hoewel deze aanval aan het slagen was, liep Hanno verschillende wonden op en sneuvelde. De Carthagers bij hem waren geschokt, wat de Grieken aanmoedigde om meer druk op hen uit te oefenen. Toen Bomilcar dit bemerkte, liet hij zijn flank ordelijk terugtrekken naar de hogere grond. Diodorus Sicullus zag dit als een poging om de Carthaagse burgers te zien verliezen, wat hem meer macht in Carthago zou geven. Deze ordelijke terugtrekking veranderde in een wilde vlucht. De Heilige Schare echter bleef weerstand bieden, maar vluchtte toen de Grieken op het punt stonden om hen te omsingelen. Agathocles achtervolgde hen enkele tijd naar Carthago, maar keerde toen om en plunderde het vijandelijke kamp.
Diodorus Sicullus vermeldt 200 Griekse gesneuvelden en 1.000 voor de Carthagers, waarbij hij toevoegt dat anderen zeggen dat de Carthagers 6.000 man hadden verloren. Justinus vermeldt 2.000 gesneuvelde Grieken en 3.000 gesneuvelde Carthagers. Een moderne schatting is dat de Grieken 500 man verloren en de Carthagers 3.000

## Gevolgen
Agathocles kon met zijn kleine leger Carthago niet belegeren, dus hij sloeg zijn kamp op voor de stad en plunderde het platteland. In Carthago dachten de inwoners dat ze leden onder de woede van de goden. Ze zonden een grote som geld en andere dure offers naar hun moederstad Tyrus als een offer voor Melqart. Voor Baäl offerden ze tweehonderd kinderen en driehonderd andere personen door hen in een vuurput te gooien. Dit is gebeurd volgens Diodorus, een trotse Syracusaanse patriot, en hier kunnen vraagtekens bij geplaatst worden.
Verschillende steden rond Carthago liepen over naar Agathocles, ofwel uit angst voor hem of haat tegenover Carthager. Nadat Agathocles zijn kamp bij Tunis had versterkt en er een aanzienlijk garnizoen had achtergelaten, onderwierp hij de steden langs de kust. Nadat hij Hadrumetum kort had belegerd. Sloot Aelymas, de koning van de Libiërs een bondgenootschap met hem. De Carthagers echter gebruikten Agathocles' afwezigheid om Tunis opnieuw aan te vallen, zijn kamp te veroveren en de stad te belegeren. Toen Agathocles hierover hoorde, verliet hij het beleg met een klein leger om naar een berg te gaan die zowel zichtbaar was vanuit Tunis als Hadrumetum. Hij bedacht een list voor zijn beide vijanden door zijn soldaten te bevelen om een groot aantal vuren aan te steken. De Carthagers hieven de belegering op en trokken zich terug omdat ze dachten dat Agathocles aankwam met een groter leger. Hadrumetum gaf zich over aan hem omdat ze dachten dat Agathocles een groot aantal versterkingen had ontvangen. Hierna veroverde hij Thapsus en bleef zijn macht uitbreiden door steden aan te vallen of te onderhandelen met steden. Nadat hij alle naburige steden van Carthago had veroverd plande hij om zijn leger verder landinwaarts Libië te leiden.
Hij moest eerst nog een kleinere slag vechten bij Tunis. De Carthagers ontvingen 5.000 man versterkingen die op Sicilië gediend hadden om hen te versterken. Enkele dagen nadat Agathocles had vertrokken naar het Libische binnenland, belegerden de Carthagers opnieuw Tunis met hun versterkingen. Ze werden geholpen door sommige bondgenoten uit Libië, waaronder koning Aelymas, die zo Agathocles had verraden. Toen dit nieuws Agathocles bereikte keerde hij zich om, marcheerde 's nachts en deed een verrassingsaanval op de Carthaagse belegeraars in de ochtend. Hij doodde 2.000 soldaten waaronder ook koning Aelymas en nam ook enkele gevangenen. Hierna hervatte hij zijn plannen voor zijn veldtocht in Libië, maar moest een andere slag bij Tunis voeren.